# 1986 год в авиации
Список событий в авиации в 1986 году.

## События
- 26 апреля — первый полёт советского разведывательного БПЛА Пчела[1]
- 26 апреля — первый полёт многофункционального истребителя поколения 4+ МиГ-29М.
- 27 октября — Установлен рекорд скороподъёмности на высоту 3000 метров за 25,37 секунды. Лётчик-испытатель Виктор Пугачёв на самолёте П-42.[2]
- 17 ноября — первый полёт советского лёгкого многоцелевого вертолёта Ми-34.
- 25 ноября — первый полёт вертолёта ДРЛО Ка-27РЛД (Ка-31)
- 8 декабря — первый полёт гидросамолёта А-40 «Альбатрос».
- 14 декабря — первый беспосадочный полёт вокруг земного шара без дозаправки. Самолёт Вояджер пилотировался Диком Рутаном (англ. Dick Rutan) и Джиной Игер (англ. Jeana Yeager).

### Авиакатастрофы
- 6 ноября — вертолёт «Boeing CH-47 Chinook» компании «British International Helicopters» возвращаясь с платформы месторождения Брент в Северном море после взрыва рухнул в море в четырёх километрах к востоку от аэропорта Самборо. 43 человека погибло, двое были спасены вертолётом береговой охраны[3].

## Персоны

### Скончались
- 6 февраля — Алифанов, Николай Григорьевич, Герой Советского Союза (1 мая 1957), заслуженный лётчик-испытатель СССР (16 марта 1963), полковник (1949).
- 15 апреля — Анохин, Сергей Николаевич, советский лётчик-испытатель, полковник, Герой Советского Союза, лауреат Сталинской премии второй степени (1953). С декабря 1945 года по 1962 год выполнял лётные испытания после потери левого глаза в авиационной аварии.